# Kotarō Hayashida
Pour les articles homonymes, voir Hayashida.
Kotarō Hayashida (林田 小太郎, Hayashida Kotarō), aussi connu sous le pseudonyme Ossale Kohta (オサール・コウタ), est un développeur japonais de SEGA, qu'il a rejoint en 1983. Il a travaillé sur de nombreux jeux célèbres, tels que Alex Kidd in Miracle World ou Phantasy Star,,.

## Biographie

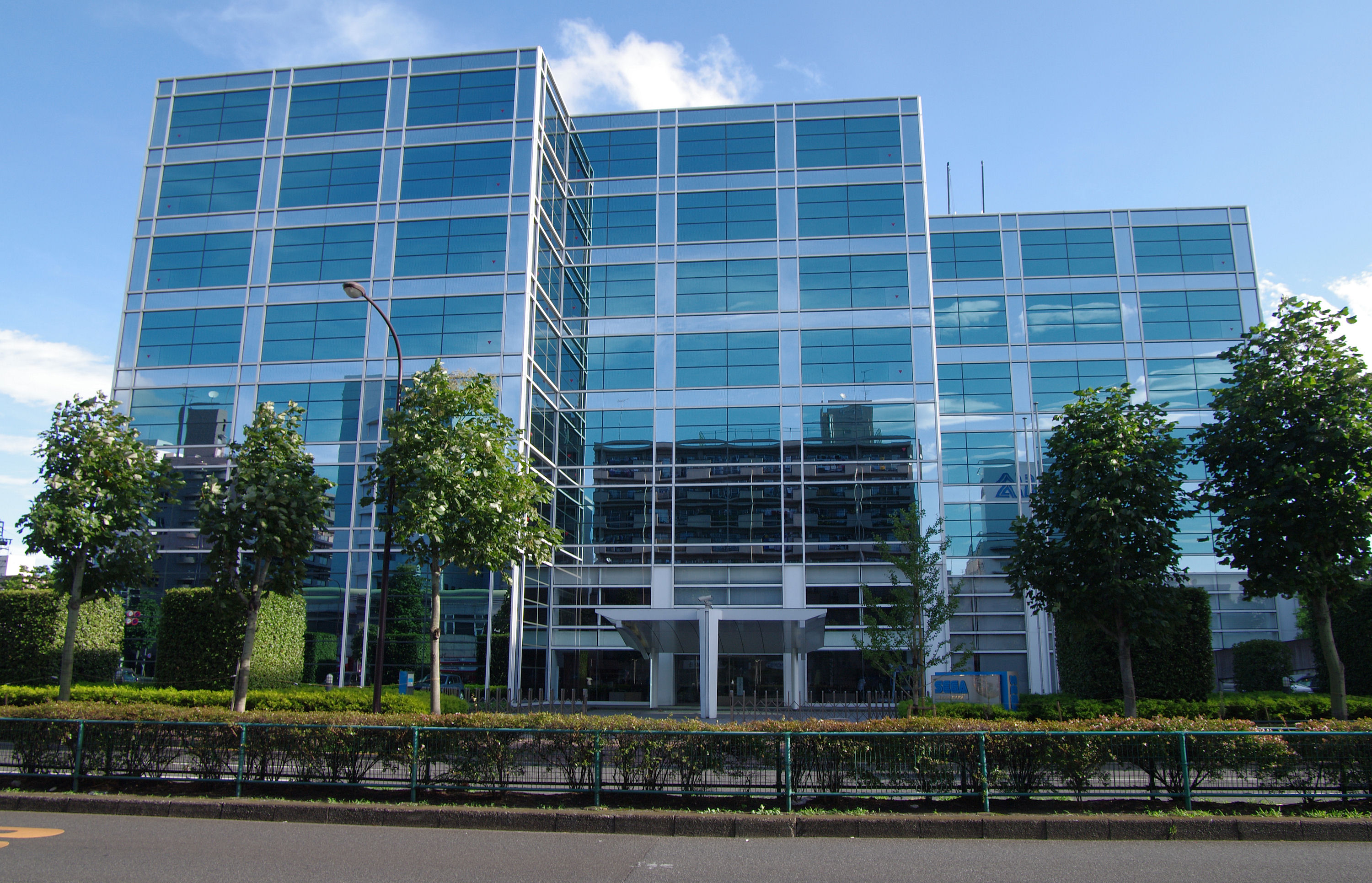
Les bureaux de Sega à Tokyo.

En 1983, Jeune diplômé d'université, il trouve une offre d’emploi pour Sega dans un magazine. Dans les jours qui suivent il prend le Shinkansen pour se rendre dans les bureaux de Sega Corporation (Japon), qui sont situés dans le quartier d'Ōta, à Tokyo au Japon.
En arrivant dans les bureaux de Sega il se perd. Quelqu'un le dirige dans le bon bureau et quelques minutes plus tard il ressort avec un emploi. Il avait aussi un entretien prévu avec Namco, mais il n'y va pas, préférant rejoindre Sega.

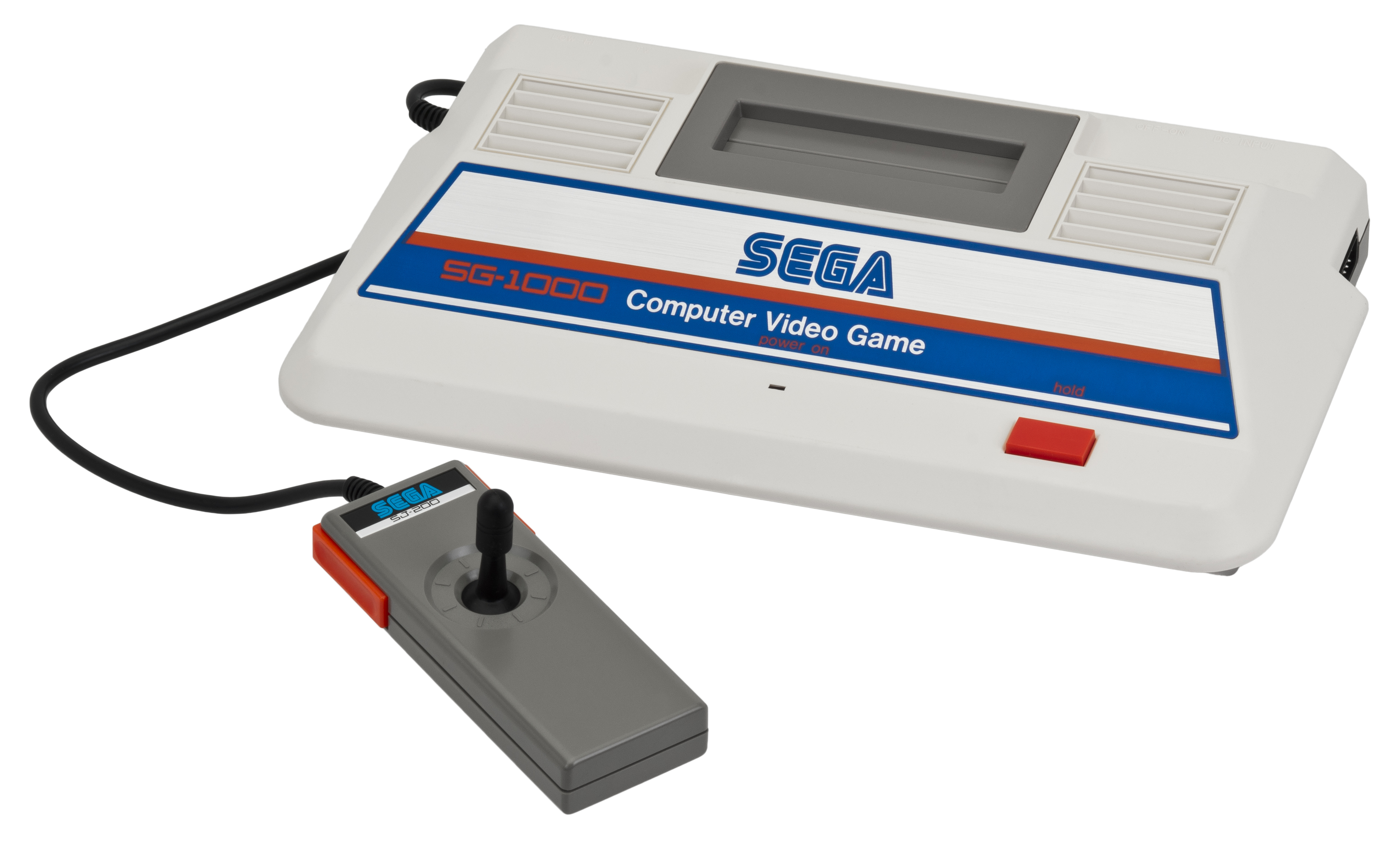
La Sega SG-1000, la première console pour laquelle Kotarō Hayashida développe.

### Début de carrière
Lorsqu'il rejoint Sega, la société vient de se lancer dans le développement de consoles de jeu vidéo. Mais il commence par travailler sur un jeu d'arcade. Un jeu qui n'est jamais jamais sorti, appelé Chain Pit. Le premier jeu qu'il développera sera le jeu Hussle Chumy pour la SG-1000. Ensuite il travailla sur de nombreux jeux, tels que PitFall II, My Hero, Ninja Princess, etc.

### Alex Kidd in Miracle World
En 3 ans il avait déjà réalisé 10 jeux quand il commença à travailler sur Alex Kidd in Miracle World en 1986. Soit un an après la division des sections de développement en deux, une pour les jeux d'arcade et une pour les jeux de console. Il est chargé de la deuxième unité de développement.
À cette époque, Super Mario Bros. avait déjà beaucoup de succès. Sega devait réagir pour avoir une licence équivalente sur Master System et développer quelque chose qui vendrait concurrencer Mario. Lui et son équipe décidère donc de développer un jeu d'action.

### Ensuite
Il travaillera en tant qu'Ossale Kohta sur le scénario du premier Phantasy Star, il sera aussi planificateur du développement du jeu.
Il continuera à travailler de nombreuses années pour Sega, il est crédité dans des jeux Sega jusque dans les années 1990 avec Space Harrier 32x.
On sait qu'il travaillera ensuite pour un développeur japonais appelé Game Arts. Il y développera quelques jeux, tels que Grandia en 1999 sur PlayStation ou plus récemment Bomberman Generation sur GameCube.

## Jeux développés
- Hustle Chumy (1984)
- Champion Pro Wrestling (1985)
- Zoom 909 (Version SG-1000) (1985)
- Pitfall II (Version SG-1000) (1985)
- Great Soccer (1985)
- TransBot (Version Master System) (1985)
- Pit Pot (1985)
- My Hero (Version Master System) (1986)
- Ninja Princess (1986)
- Pro Wrestling (1986)
- Alex Kidd in Miracle World (1986) — (en tant que Kotaro)
- Woody Pop (Version Master System) (1987)
- Zillion (1987) — Plan (en tant qu'Ossale Kohta)
- Alex Kidd BMX Trial (1987)
- Phantasy Star (1987) — Scénario et supervision (en tant qu'Ossale Kohta)
- Tensai Bakabon (ja) (1988)
- Super Racing (1988)
- Space Harrier II (Mega Drive Version) (1988) — planificateur (en tant qu'Ossale Kohta)
- Alex Kidd in the Enchanted Castle (1989)
- Phantasy Star III: Generations of Doom (1990) — Remerciement spéciale (en tant qu'Ossale Kohta)
- Pyramid Magic (1991) — Remerciement spéciale (en tant qu'Ossale)
- Putter Golf (1991) — Remerciement spéciale (en tant qu'Ossale)
- Phantasy Star IV: The End of the Millennium (1993) — Remerciement spéciale (en tant que K.Hayashida)
- After Burner Complete (1994) — Remerciement spéciale (en tant que K.Hayashida)
- Space Harrier (32X Version) (1994) — Remerciement spéciale (en tant que K.Hayashida)